# Lea Sprick
Lea Sprick (* 6. Mai 1998 in Hamburg)  ist eine deutsche Hörspiel- und Synchronsprecherin.

## Leben
Lea Sprick ist die Tochter von Schauspielerin Marion Elskis und Fernsehproduzent Torsten Sprick.
Seit 2010 spricht sie die Conni in der gleichnamigen Kinderhörspielreihe. Weitere bedeutende Sprechrollen waren Annika, die beste Freundin von Pippi Langstrumpf, Laura in Laura will zum Ballett und Kim Li in der Hörspielserie Das Z-Team. In Bärchenland für die „Bärchenwurst“ von Reinert spricht sie in 20 Folgen die Jojo. Für die Kleinen machte sie zusammen mit ihrer Mutter die Wissens-Hörspielreihe Wieso, weshalb, warum? junior von Ravensburger. Einige Gastrollen hatte sie in Teufelskicker sowie in einer Folge von TKKG und in H2O – Plötzlich Meerjungfrau. Das Hörbuch Julia und Junimond von Kelly McKain sprach sie ebenfalls. 2008 sah man Lea Sprick zum ersten Mal in der Krimiserie Großstadtrevier im Fernsehen.
2017 sprach sie die Rolle der Beatrice Bennett in der TV-Serie Vampire Diaries.
Ihr Bruder Anton Sprick arbeitet ebenfalls als Synchronsprecher.